# سیارک ۱۲۱۳۳
سیارک ۱۲۱۳۳ (به انگلیسی: 12133 Titulaer، نامگذاری:2558P-L) دوازده هزار و صد و سی و سومین سیارک کشف شده‌است که در ۲۴ سپتامبر ۱۹۶۰ کشف شد.